# 모바일 브라우저

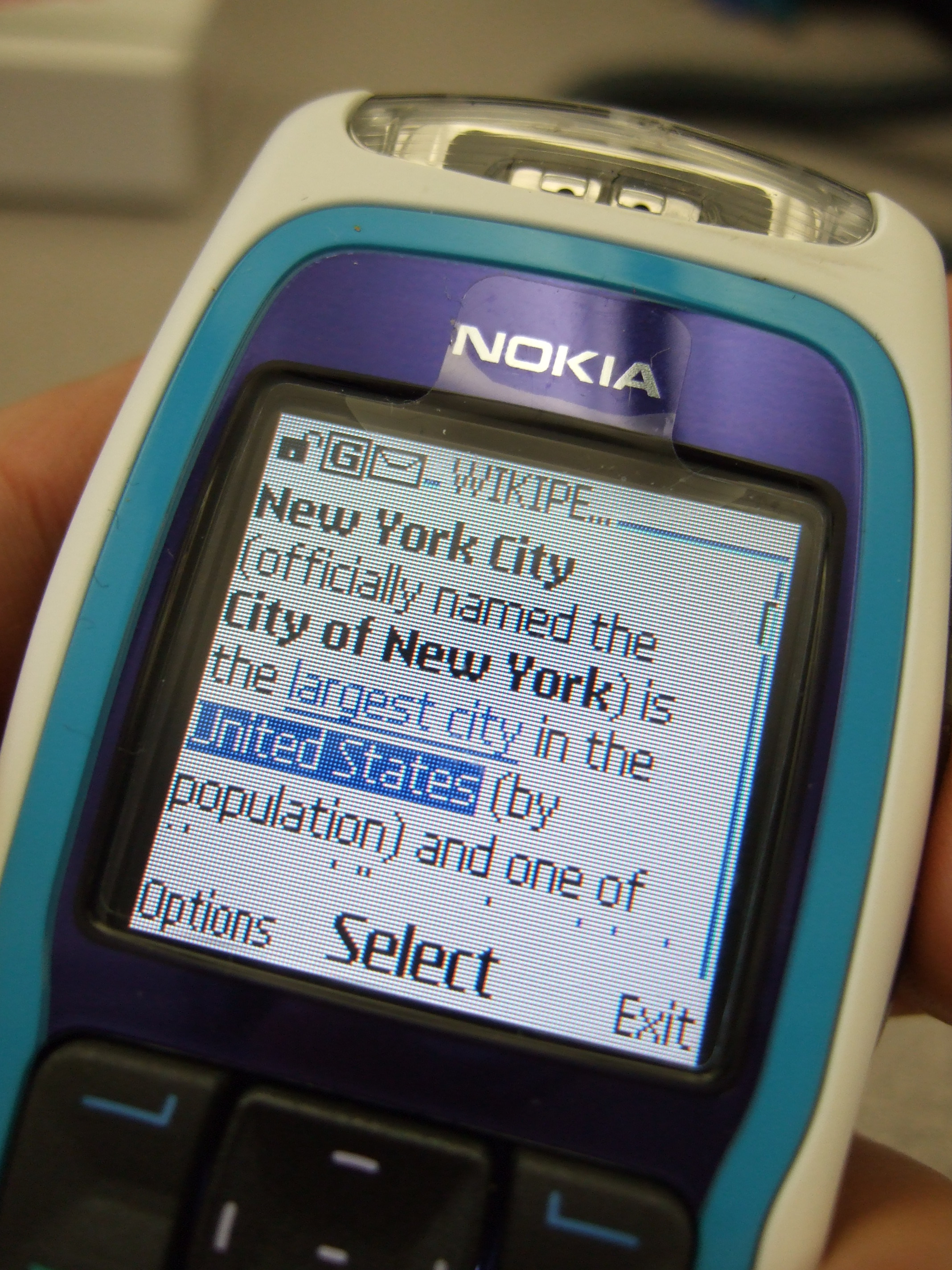
노키아 3220의 XHTML 모바일 브라우저에 표시된 위키백과 문서(2004년)

모바일 브라우저(mobile browser)는 휴대 전화나 PDA와 같은 모바일 기기에 이용하도록 설계된 웹 브라우저이다. 모바일1 브라우저는 휴대용 기기의 작은 화면에 가장 효율적으로 웹 콘텐츠를 보이게 하는 데 최적화되어 있다. 모바일 브라우저 소프트웨어는 크기가 작고 효율적이어야 하는데 이는 휴대용 무선 장치의 대역이 낮고 메모리 용량이 적기 때문이다.
일반적으로 이들은 기능을 많이 추려된 웹 브라우저였으나, 2006년부터 일부 모바일 브라우저는 CSS 2.1, 자바스크립트, Ajax와 같은 새로운 기술을 다룰 수 있게 되었다. 이러한 브라우저에서 접근한 것을 염두에 두고 만든 웹사이트는 무선 포털(wireless portal)로 부른다. 이들은 이처럼 자동으로 각 페이지에 모바일 버전을 만든다.

## 저명한 모바일 브라우저
다음은 일부 저명한 모바일 브라우저들이다. 일부 모바일 브라우저는 미니어처 형태의 웹 브라우저이므로 일부 모바일 장치 제공업체들은 데스크톱과 노트북 컴퓨터용 브라우저를 제공하기도 한다.
| 정보원           | 날짜       | 안드로이드 브라우저 | 크롬   | 인터넷 익스플로러 | 사파리 | 오페라 미니 | UC 브라우저 | 삼성 인터넷 | 기타  |
| ---------------- | ---------- | ------------------- | ------ | ----------------- | ------ | ----------- | ----------- | ----------- | ----- |
| 스탯카운터       | 2017년 6월 | 4.24%               | 47.26% | 0.59%             | 21.17% | 5.01%       | 14.16%      | 6.03%       | 1.09% |
| 스탯카운터       | 2015년 6월 | 15.81%              | 30.67% | 1.76%             | 24.64% | 10.37%      | 12.95%      | --          | 3.79% |
| 넷애플리케이션스 | 2014년 6월 | 22.77%              | 16.67% | 2.01%             | 47.06% | 7.82%       | --          | --          | 4.69% |

## 같이 보기
- 브라우저 전쟁
- 사용자 에이전트